# Municipio de San Mateo Ixtatán
Municipio de San Mateo Ixtatán är en kommun i Guatemala.   Den ligger i departementet Departamento de Huehuetenango, i den västra delen av landet, 170 km nordväst om huvudstaden Guatemala City.